# Arnisdale Free Church
De Arnisdale Free Church is een kleine monumentale kerk van de Free Church of Scotland (Continuing) in het Schotse dorp Arnisdale. De kerk is gebouwd in het jaar 1856. De kerk staat aan de oever van Loch Hourn, een diepe inham van de Atlantische Oceaan.
De eerste predikant van de gemeente kwam in 1861, de tweede in 1922. Van 1926 tot 1980 was de gemeente weer vacant.
De kerk is eenvoudig ingericht en wordt nog eenmaal per zondag gebruikt voor de erediensten, samen met de naburige gemeente Glenelg. Het witgepleisterde gebouw is opgenomen op de monumentenlijst van Historic Environment Scotland onder monumentnummer ID 275646.

## Afbeeldingen

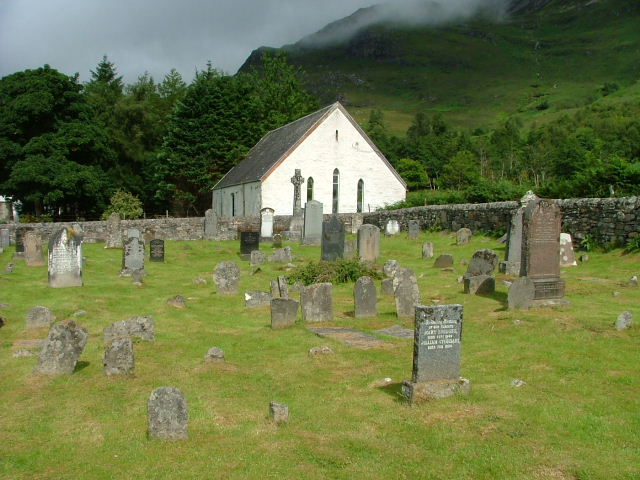
Aanzicht op de kerk
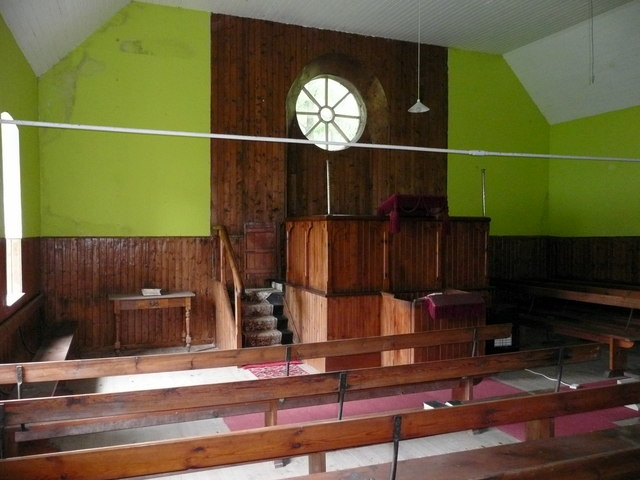
Interieur van de kerk
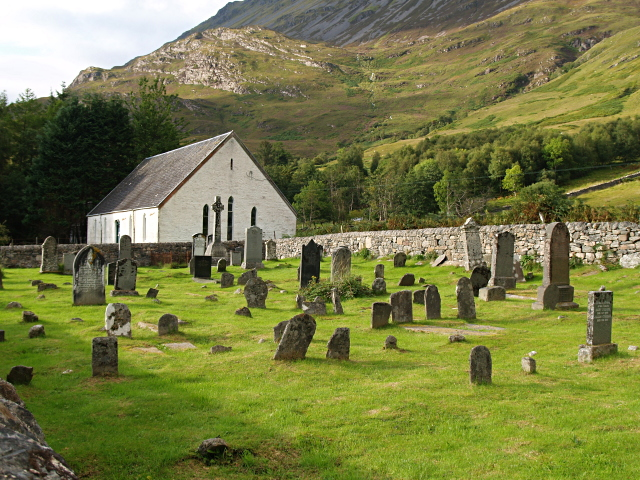
Begraafplaats
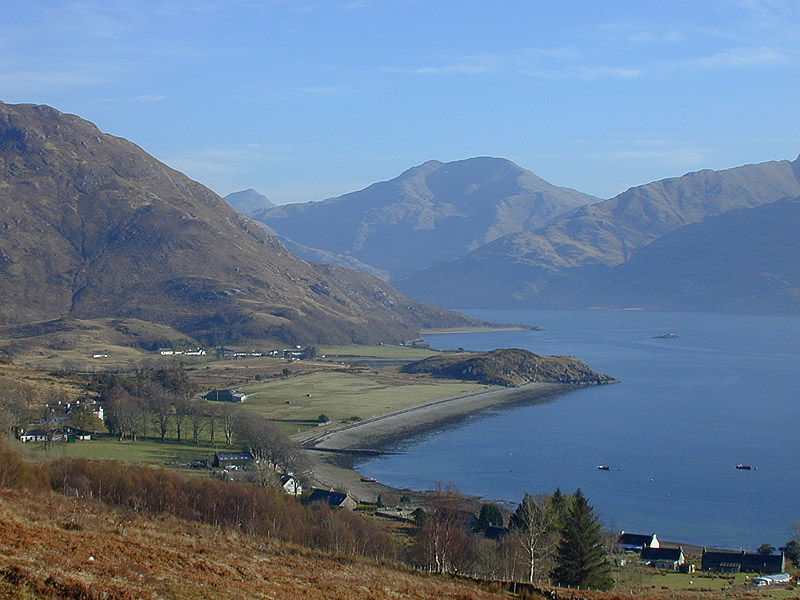
De kerk en omgeving van bovenaf gezien
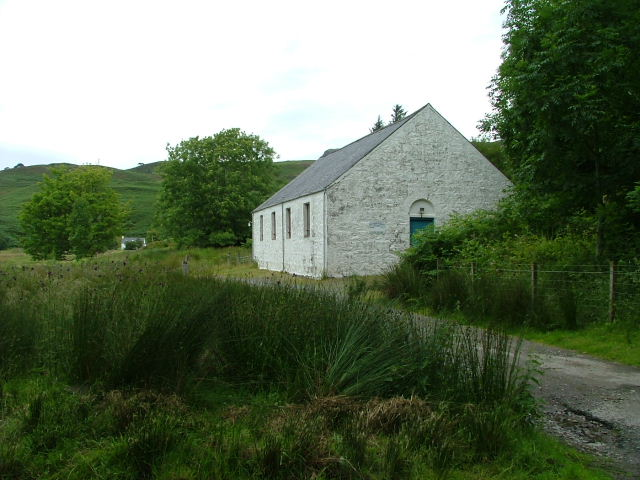
Het andere kerkje van de gemeente in Glenelg